# Natalia Evangelidou
Natalia Evangelidou (griechisch Ναταλία Ευαγγελίδου; * 10. März 1991) ist eine zypriotische Leichtathletin, die im Mittelstreckenlauf antritt.

## Sportliche Laufbahn
2013 nahm Natalia Evangelidou an den Spielen der kleinen Staaten Europas (GSSE) in Luxemburg teil und gewann dort die Silbermedaille über 1500 Meter. Über 800 Meter belegte sie Platz vier und mit der zyprischen 4-mal-400-Meter-Staffel wurde sie disqualifiziert. Bei den U23-Europameisterschaften in Tampere schied sie über 1500 Meter bereits in der Vorrunde aus, wie auch bei den Spielen der Frankophonie in Nizza über 800 Meter. 2014 qualifizierte sie sich für die Commonwealth Games in Glasgow, bei denen über 800 und 1500 Meter im Vorlauf ausschied. 2015 gewann sie bei den GSSE in Reykjavík die Silbermedaille über 1500 Meter sowie Bronze über 800 Meter. Bei der Universiade in Gwangju erreichte sie über 800 Meter das Halbfinale. 2016 qualifizierte sie sich für die Europameisterschaften in Amsterdam, bei denen sie über 800 Meter ebenfalls in das Halbfinale gelangte. 2017 nahm sie über 1500 Meter an den Halleneuropameisterschaften in Belgrad teil und schied dort in der ersten Runde aus. Bei den GSSE in Serravalle gewann sie die Goldmedaille über 800 Meter und Silber über 1500 Meter und mit der Staffel. Wenige Wochen später nahm sie zum zweiten Mal an den Weltstudentenspielen in Taipeh teil und belegte dort Platz sechs über 1500 Meter und schied über 800 Meter im Halbfinale aus.
Bisher wurde sie viermal zyprische Meisterin über 800 und 1500 Meter.

## Bestleistungen
- 800 Meter: 2:02,10 min, 29. Mai 2016 in Oordegem (Zypriotischer Rekord)
  - 800 Meter (Halle): 2:06,52 min, 25. Februar 2017 in Belgrad (Zypriotischer Rekord)
- 1500 Meter: 4:11,28 min, 30. Juli 2016 in Kessel-Lo (Zypriotischer Rekord)
  - 1500 Meter (Halle): 4:14,62 min, 21. Februar 2018 in Athlone (Zypriotischer Rekord)